# Adhesión de Islandia a la Unión Europea
Islandia es un candidato potencial a ser un nuevo Estado de la Unión Europea. La relación entre Islandia y la Unión Europea está definida a través del espacio Schengen y del Espacio Económico Europeo (EEE), que permiten el acceso de los países de la Asociación Europea de Libre Comercio al mercado interior de la UE. En mayo de 2011 Islandia inició formalmente los trámites necesarios para su adhesión a la Unión. Con lo que el Consejo Europeo, celebrado en Bruselas el 17 de junio de 2013, acordó la apertura de las negociaciones con Islandia para su adhesión a la UE. 
No obstante, el 1 de enero de 2015, el nuevo gobierno surgido de las elecciones del 25 de abril de 2014, decide retirar la candidatura de adhesión a la Unión Europea, aunque la confirmación oficial se comunicó en marzo de 2015.  En diciembre de 2024, con un nuevo gobierno, se convoca un referéndum de adhesión para 2027, con lo que las negociaciones podrían volver a retomarse.
Actualmente la situación oficial se mantiene tras la citada decisión del anterior gobierno. Sin embargo el panorama político ha sufrido cambios sustanciales a raíz de los comicios legislativos del 29 de octubre de 2016 en que el Ejecutivo tripartito (IP, RP y BF) resultante se ha mostrado incipiente a abrir un debate en el que les gustaría abrir el proceso de adhesión para finales de la legislatura (2020).
En 2024, Islandia ha continuado sus esfuerzos por adherirse a la Comunidad Europea, destacando el compromiso del país con los estándares europeos en áreas como el medio ambiente y los derechos humanos. Aunque las negociaciones de adhesión han enfrentado desafíos, el gobierno islandés ha reafirmado su deseo de ser parte de la unión, citando beneficios económicos y de seguridad. La opinión pública en Islandia muestra un creciente apoyo hacia la adhesión, reflejando una tendencia hacia una mayor integración con Europa.

## Evolución del proceso

### Antecedentes hasta 2008
Islandia nunca había solicitado la adhesión a la UE. Islandia es, sin embargo, un miembro de la Asociación Europea de Libre Comercio (EFTA), junto con Noruega, Suiza y Liechtenstein. En 1994 la EFTA, excepto Suiza, firmó el acuerdo del Espacio Económico Europeo (EEE) con la UE para permitir a los países de la EFTA participar en el mercado único europeo sin tener que entrar en la Unión. La Secretaría de la EFTA en 2005 informó de que Islandia aprobó aproximadamente el 9,5% de los reglamentos de la UE como consecuencia de la firma del Acuerdo EEE.
El antiguo gobierno de coalición de Islandia, formado por el conservador Partido de la Independencia (Sjordinø
) y los liberales del Partido Progresista (Framsóknarflokkurinn), los cuales estaban en contra de la adhesión a la UE, mientras que la Alianza Social Demócrata (Samfylkingin)no mostraba una posición contraria a las negociaciones de adhesión y de la realización de un referéndum. En 2007 tras vencer en las elecciones el Partido por la Independencia y la Alianza Social Demócrata, llegó al poder una nueva coalición. La política del Gobierno de entonces tampoco favorece la solicitud de adhesión a la UE. Sin embargo, creó un comité especial para supervisar el desarrollo dentro de la UE y proponer maneras de responder a eso.
El ex primer ministro Halldór Ásgrímsson, parece estar en favor de la adhesión a la UE, y previó el 8 de febrero de 2006 que el país se uniría a la UE el año 2015. Añadió que el factor decisivo será el futuro y el tamaño de la zona del euro, especialmente si Dinamarca, Suecia y el Reino Unido se unen al euro o no. Su predicción, sin embargo, no recibió mucho apoyo en Islandia, ya que recibió muchas críticas, incluso de los miembros de su propio gobierno.
El anterior primer ministro, Geir H. Haarde, ha mostrado en varias ocasiones su oposición a la adhesión a la UE. En respuesta a Halldór Ásgrímsson (anterior predicción), Haarde dijo, "Yo no comparto ese punto de vista. Nuestra política es no participar en el futuro previsible. Nosotros no somos miembros". En un discurso en una conferencia en la Universidad de Islandia el 31 de marzo de 2006, Geir Haarde reiteró lo que había dicho en varias ocasiones, que "los intereses especiales islandeses no exigían la adhesión a la UE". En el mismo discurso que se explica más en detalle por qué no interesa a Islandia la adopción del euro.
En una reunión con miembros de su partido el 17 de mayo de 2008, Geir Haarde dijo que creía que a su opinión el coste de la adhesión a la UE supera los beneficios y, por tanto, no es partidario de la adhesión.
Sin embargo, en octubre de 2008, Islandia se ha vio especialmente afectada por la crisis de liquidez, lo cual ha hecho que los sindicatos exigieran que Islandia solicite la adhesión a la UE a cambio de la moderación salarial. El 30 de octubre de 2008, Þorgerður Katrin Gunnarsdóttir, ministra de educación, dijo que "Islandia tiene que definir sus intereses nacionales a largo plazo y que necesita una revisión del régimen de la moneda, incluida la posible adhesión a la UE". A los pocos días después, el 17 de noviembre de 2008, el Partido de la Independencia anunció que celebrará su congreso en enero de 2009 en lugar del otoño de 2009, y que reconsideraría la idea de adherirse a la UE. El Partido Progresista también anunció que celebrará su congreso del partido antes, después de que dos diputados contrarios a la UE (incluyendo el líder del partido) renunciaran y se sustituyeran por diputados a favor de la adhesión a la UE. Así, cuatro importantes figuras, Katrin Þorgerður Gunnarsdóttir, Arni Mathiesen, Illugi Gunnarsson y Bjarni Benediktsson, han dicho que están estudiando seriamente la idea de que Islandia se integre en la UE.

## Inicio de las negociaciones 2009-2013
El gobierno de Islandia solicitó a su congreso nacional en mayo de 2009 el consentimiento para poder iniciar conversaciones para su posible adhesión con la Unión Europea. A raíz de esta solicitud, el 16 de julio de 2009, el parlamento de Islandia admitió el presentar formalmente a la Unión Europea, su solicitud de adhesión. La votación en el parlamento fue de 33 votos a favor, frente a 28 votos en contra. Así, el gobierno islandés formalizó el 23 de julio del 2009 su solicitud de iniciar los trámites para integrarse en la UE, en Estocolmo.
El 24 de febrero de 2010, la Comisión Europea recomendó iniciar las negociaciones con Islandia para su adhesión a la Unión Europea, por considerar que comparte los valores comunes del bloque como democracia, estado de derecho y respeto a los derechos humanos. Por lo que, el Consejo Europeo, celebrado en Bruselas el 17 de junio de 2010, acordó la apertura de las negociaciones con Islandia para su adhesión a la Unión Europea.
De esta forma, tanto el gobierno islandés como la Comisión Europea barajaron el año 2013 como fecha de la posible adhesión de Islandia a la UE, al mismo tiempo que Croacia. De este modo la Unión Europea pasaría a estar formada por 29 países, mientras que seguirían a la espera Turquía, la República de Macedonia (hoy Macedonia del Norte), para la adhesión de Islandia a la UE están la prohibición de la caza de ballenas y compensar a británicos y holandeses por la quiebra del banco Icesave.

### Elecciones y el debate parlamentario: 2013
La Comisión parlamentaria de Islandia sobre asuntos exteriores presentó una propuesta el 18 de diciembre de 2012 a suspender las negociaciones de adhesión. La moción también pide un "referéndum de aplicación", que se celebrará para determinar la voluntad del pueblo de Islandia antes de cualquier reanudación de las negociaciones. Una propuesta similar fue presentada al Parlamento de Islandia en mayo de 2012, pero fue rechazada por un voto de 25 a 34 y en contra. El Parlamento de Islandia aún tenía que votar sobre la nueva propuesta, que se apoya principalmente en el momento por el Partido de la Independencia y la oposición del Partido Progresista. Los líderes de ambos partidos en el poder, el Social Alianza Democrática y el Movimiento de Izquierda-Verde, han manifestado que no apoyan el movimiento. Sin embargo, algunos diputados del Movimiento de Izquierda-Verde han declarado su apoyo a la medida. El 10 de enero de 2013, la propuesta fue adoptada formalmente por la Comisión de Asuntos Exteriores.
El 14 de enero, el gobierno de Islandia anunció que las negociaciones se frenaron, y que no se llegue a un acuerdo de adhesión antes de las elecciones parlamentarias de abril. No hay nuevos capítulos se abrirán antes de la elección, aunque las negociaciones continuarán en los capítulos que ya se han abierto. En febrero de 2013, el Congreso Nacional, tanto del Partido de la Independencia y el Partido Progresista confirmó su política de que las negociaciones de adhesión con la UE deben ser detenidos y no se reanudaron a menos que sean aprobados por primera vez por un referéndum nacional, mientras que los congresos nacionales de la Alianza Social Demócrata, Futuro Luminoso y Movimiento de Izquierda-Verde reiteraron su apoyo a la conclusión de las negociaciones de adhesión de la UE.
El 19 de marzo de 2013, Þorgerður Katrín Gunnarsdóttir, el Partido Independentista MP, presentó una moción en el llamado Althing un referéndum pidiendo al público islandés si las negociaciones de adhesión a la UE debe continuar. Propuso que el referéndum se celebrará durante la próxima elección parlamentaria en abril, si es posible, o de lo contrario en las elecciones locales en la primavera de 2014. En respuesta a Gunnarsdóttir y otros partidarios de la integración en la UE en el partido de la independencia, Bjarni Benediktsson, la líder del partido, reiteró la política del partido de parar las negociaciones con la UE, pero se comprometió a celebrar un referéndum sobre la continuación de las negociaciones en la primera mitad de su mandato si forman gobierno.
Los gobernantes partidos de izquierda sufrió una gran derrota en las elecciones parlamentarias que se celebraron el 27 de abril de 2013, mientras que el centrista Partido Progresista tuvo una gran victoria. Los dirigentes del Partido Progresista y el Partido de la Independencia comenzaron a negociar la formación de un gobierno de coalición, y el 22 de mayo se anunció que una plataforma de coalición había acordado que suspender todas las negociaciones de adhesión con la UE y no reanudarlas sin la aprobación de un referéndum Sin embargo, en virtud de la ley islandesa, no es el Gobierno, pero el Parlamento islandés que decide poner fin a las negociaciones El 13 de junio, el ministro de Relaciones Exteriores Gunnar Bragi Sveinsson de Islandia informó a la Comisión Europea de que el nuevo gobierno pretendía "poner en espera las negociaciones".

## Las posturas de los partidos políticos respecto a la adhesión
- Gobierno:
  - Partido de la Independencia (En contra): "El Acuerdo sobre el Espacio Económico Europeo, ha resultado beneficiosa para la nación, y es uno de los pilares básicos de la economía de la nación. Garantiza a los islandeses importantes intereses en este campo, y por lo tanto, no hay razón para cambiar la actual relación de Islandia con la Unión Europea "
  - Reforma (a favor): Está totalmente a favor, de hecho es una escisión del Partido de la Independencia que se creó en mayo de 2016 por su opinión contraria a la no celebración del referéndum sobre la adhesión.
  - Futuro Brillante (a favor): Es favorable a la adhesión y la adopción del euro como moneda.
- Oposición:
  - Movimiento Izquierda Verde (En contra): "Ser miembro de la UE es reducir la independencia de Islandia, incluso más que con el Acuerdo EEE. No hay que poner en peligro ni a Islandia y ni el control de sus recursos."
  - Partido Pirata (neutral; parcialmente a favor): Son partidarios a celebrar el referéndum de adhesión a la UE manteniendo una posición neutral en los hipotéticos comicios. No obstante les gusta la idea que Islandia pudiera participar en las acciones políticas de la UE, especialmente en la Eurocámara, más aún cuando las políticas del EEE les atañen, ya que recaen sobre la soberanía islandesa. También se muestran a favor de la pertenencia del islandés en las lenguas oficiales de la UE.
  - Alianza Social Demócrata (A favor): "Queremos solicitar la membresía de la UE e iniciar las negociaciones. Buscaremos una unidad nacional en esta materia y utilizaremos el referéndum nacional como el más alto tribunal".
  - Partido Progresista (a favor): Tras el congreso en 2009 cambiaron de opinión tras un largo debate de cuatro horas y en el que participaron 40 personas en el que se puso como condición si se entraba en la UE el respeto a su economía especialmente en el caso de la pesca y agricultura y que el islandés se convirtiera en lengua oficial de la Unión. El proceso siempre y cuando fuese rigurosamente democrático.
  - Partido Liberal (sin representación parlamentaria; indefinido): "Una parte quiere examinar la posición de Islandia en el ámbito de la cooperación europea, con especial atención a los recursos naturales. Si los intereses en relación con nuestras aguas territoriales están garantizadas, nos gustaría iniciar esta cooperación tan pronto como sea posible."

## Opinión pública
Una encuesta de opinión sobre la materia realizada en agosto de 2005 mostró que el 43 % de los encuestados estaban a favor de la adhesión a la UE mientras que el 37 % estaban en contra, y el 20% restante estaban indecisos. Cuando se le preguntó si Islandia debería comenzar las negociaciones de adhesión, el 55 % estaban a favor mientras que el 30% estaban en contra. El 54% de los encuestados estaban en contra de la adopción del euro, mientras que 37 % estaban a favor. Una encuesta realizada el 18 de febrero de 2006 por el periódico Fréttablaðið (después de que el primer ministro realizara la predicción) dijo que el 42% de la población islandesa se opone a la adhesión a la UE mientras que el 34 % estaban a favor. Una nueva encuesta amplia, publicada en el diario libertad el 11 de septiembre de 2007 mostró que el 48 % de los encuestados estaban a favor de la adhesión a la UE mientras que el 34 % se opone. Además, el 58,6% quería que empezaran las negociaciones de adhesión con la UE mientras que sólo el 26,4 % se oponían, y el 53 % estaban a favor de la adopción del euro, el 37 % se oponían y el 10 % restante estaban indecisos. La encuesta también mostró que los partidarios de los 4 principales partidos políticos en Islandia estaban a favor de iniciar las negociaciones de adhesión en una amplia mayoría.
Otro sondeo realizado en febrero de 2008 mostró una clara mayoría a favor de las negociaciones de adhesión, ya que más de la mitad de los encuestados declaró que la situación era más favorable para la adhesión que hace un año. Según la misma encuesta el 55,1 ̤% de la gente quiere que Islandia solicite la adhesión a la UE, mientras que 44,9 % dicen que están en contra de adherirse a la Unión. De este modo, el apoyo a la adhesión a la UE ha aumentado en un 19 por ciento desde enero de 2007.
El Comisario para la Ampliación de la UE, Olli Rehn, dijo el 20 de octubre de 2008, que Islandia puede completar rápidamente las negociaciones en la Unión Europea en caso de que desee hacerlo.
Una encuesta publicada por Fréttablaðið el 3 de noviembre de 2008, mostró que un 80% de los islandeses está a favor de la iniciación de los trámites para la adhesión de Islandia a la UE. Y otra encuesta publicada tres semanas más tarde mostró que un 60% de la población está favor de la adhesión a la UE.
Aunque dos partidos de Noruega, el Partido del Centro y Partido de Izquierda Socialista, enviaron representantes a Islandia para influir en contra de la adhesión a la UE.

## Pasos a seguir para la adhesión
Para convertirse en un país miembro debe solicitarlo, a continuación, el país debe ser reconocido como un país candidato. Para que eso ocurra el país debe cumplir primero con los criterios de Copenhague, es decir, que el país sea políticamente estable, democrático y que respete los derechos humanos. Después se llevará a cabo una negociación, en la que se ha de demostrar el cumplimiento de los criterios económicos, y el importe de la aprobación de la legislación de la UE, y si habrá alguna excepción.
El comisario de ampliación de la UE, Olli Rehn, ha afirmado que las negociaciones sobre un tratado de adhesión de Islandia tardaría menos de un año, ya que Islandia ha adoptado ya dos terceras partes de la legislación de la UE, debido al EEE, aunque en otras ocasiones ha afirmado que las negociaciones podrían tardar hasta 4 años. Sin embargo, la EFTA indicó que Islandia adoptó sólo el 6,5% de la legislación de la UE.
Otro problema muy grande es la opinión pública islandesa. Después de terminar las negociaciones con UE, Islandia va a tener que convocar un referéndum sobre el acceso a la Unión Europea. Los sondeos del año 2012, año de crisis económica en la UE, mostraban que la mayoría de los islandeses estaban en contra de la adhesión.

## Euro
Debido a la depreciación de la moneda de Islandia, el gobierno ha explorado la posibilidad de adoptar el euro sin unirse a la Unión Europea. La UE, sin embargo, dice que Islandia no puede unirse a la Unión Económica y Monetaria (UEM) sin convertirse en miembro de pleno derecho de la Unión. Y aunque varios países europeos han adoptado el euro sin unirse a la UE (Andorra, Mónaco, San Marino, la Ciudad del Vaticano, Montenegro y Kosovo), no debe confundirse con este caso, ya que ninguno de ellos tenía una moneda cuando se introdujo el euro en 1999, y por lo tanto, la utilización del euro no es más que una continuación de su anterior posición.

## Proceso de negociación
| Acervo comunitario                                                  | Situación actual                      | Proceso iniciado | Proceso completado | Capítulo abierto | Capítulo cerrado |
| ------------------------------------------------------------------- | ------------------------------------- | ---------------- | ------------------ | ---------------- | ---------------- |
| 1. Libre Movimiento de Bienes                                       | No se espera mayores dificultades     | 07-12-2010       | 08-21-2010         | 18-12-2012       | –                |
| 2. Libertad de Movimiento para Trabajadores                         | Generalmente compatible con el acervo | 09-02-2011       | 09-02-2012         | 19-10-2011       | 19-10-2011       |
| 3. Derecho de Establecimiento y Libertad para Administrar Servicios | Se necesitan más esfuerzos            | 09-12-2010       | 09-02-2012         | –                | –                |
| 4. Libre Movimiento de Capital                                      | Se necesitan esfuerzos considerables  | 10-12-2010       | 10-12-2010         | –                | –                |
| 5. Public Procurement                                               | No se espera mayores dificultades     | 15-11-2010       | 15-11-2010         | 27-06-2011       | –                |
| 6. Ley de Empresa                                                   | No se espera mayores dificultades     | 16-11-2010       | 16-11-2010         | 12-12-2011       | 12-12-2011       |
| 7. Ley de Propiedad Intelectual                                     | Generalmente compatible con el acervo | 20-12-2010       | 20-12-2010         | 19-10-2011       | 19-10-2011       |
| 8. Política de Competencia                                          | Generalmente compatible con el acervo | 06-12-2010       | 06-12-2010         | 30-03-2012       | 18-12-2012       |
| 9. Servicios Financieros                                            | Generalmente compatible con el acervo | 18-11-2010       | 15-12-2010         | 24-10-2012       | –                |
| 10. Sociedad y Medios de Información                                | Generalmente compatible con el acervo | 17-11-2010       | 17-11-2010         | 27-06-2011       | –                |
| 11. Agricultura y Desarrollo Rural                                  | Se necesitan esfuerzos considerables  | 30-11-2010       | 27-01-2011         | –                | –                |
| 12. Seguridad Alimentaria, Veterinaria y Política Fitosanitaria     | Se necesitan más esfuerzos            | 04-02-2011       | 31-03-2011         | –                | –                |
| 13. Piscifactorías                                                  | Se necesitan esfuerzos considerables  | 16-12-2010       | 02-03-2011         | –                | –                |
| 14. Política de Transporte                                          | Se necesitan más esfuerzos            | 04-05-2011       | 09-06-2011         | 22-06-2012       | –                |
| 15. Energía                                                         | No se espera mayores dificultades     | 12-05-2011       | 20-06-2011         | 30-03-2012       | –                |
| 16. Impuestos                                                       | Se necesitan esfuerzos considerables  | 03-02-2011       | 04-03-2011         | 18-12-2012       | –                |
| 17. Política Económica y Monetaria                                  | Se necesitan esfuerzos considerables  | 17-03-2011       | 17-05-2011         | 18-12-2012       | –                |
| 18. Estadísticas                                                    | Se necesitan esfuerzos considerables  | 02-05-2011       | 07-06-2011         | 24-10-2012       | –                |
| 19. Política Social y Empleo                                        | No se espera mayores dificultades     | 07-02-2011       | 16-03-2011         | 22-06-2012       | –                |
| 20. Política de Empresas e Industrial                               | Generalmente compatible con el acervo | 12-04-2011       | 25-05-2011         | 12-12-2011       | 12-12-2011       |
| 21. Redes Trans-Europeas                                            | Generalmente compatible con el acervo | 06-05-2011       | 10-06-2011         | 12-12-2011       | 12-12-2011       |
| 22. Política Regional y Coordinación de Instrumentos Estructurales  | No se espera mayores dificultades     | 31-01-2011       | 22-02-2011         | 18-12-2012       | –                |
| 23. Derechos Judiciales y Fundamentales                             | Generalmente compatible con el acervo | 11-01-2011       | 11-02-2011         | 12-12-2011       | 12-12-2011       |
| 24. Justicia, Libertad y Seguridad                                  | Se necesitan más esfuerzos            | 14-04-2011       | 24-05-2011         | –                | –                |
| 25. Ciencia e Investigación                                         | Generalmente compatible con el acervo | 25-11-2010       | 14-01-2011         | 27-06-2011       | 27-06-2011       |
| 26. Educación y Cultura                                             | Generalmente compatible con el acervo | 26-11-2010       | 14-01-2011         | 27-06-2011       | 27-06-2011       |
| 27. Medio ambiente                                                  | Se necesitan más esfuerzos            | 22-11-2010       | 19-01-2011         | 18-12-2012       | –                |
| 28. Protección del Consumidor y de la Salud                         | No se espera mayores dificultades     | 11-04-2011       | 16-05-2011         | 30-03-2012       | 30-03-2012       |
| 29. Unión Aduanera                                                  | Se necesitan más esfuerzos            | 08-03-2011       | 06-04-2011         | 24-10-2012       | –                |
| 30. Relaciones Exteriores                                           | No se espera mayores dificultades     | 08-04-2011       | 19-05-2011         | 18-12-2012       | –                |
| 31. Política Extranjera, Seguridad y Defensa                        | No se espera mayores dificultades     | 07-04-2011       | 20-05-2011         | 30-03-2012       | 30-03-2012       |
| 32. Control Financiero                                              | Se necesitan esfuerzos considerables  | 29-11-2010       | 02-02-2011         | 22-06-2012       | –                |
| 33. Previsiones Financieras y Presupuestarias                       | No se espera mayores dificultades     | 07-03-2011       | 04-04-2011         | 12-12-2011       | –                |
| 34. Instituciones                                                   | Nada que adoptar                      | -                | -                  | -                | -                |
| 35. Otros Temas                                                     | Nada que adoptar                      | -                | -                  | -                | -                |
| Progreso                                                            |                                       | 33 de 33         | 33 de 33           | 27 de 33         | 11 de 33         |

## Línea en el tiempo
| Fecha                 | Evento |
| --------------------- | --- |
| 1 de enero de 1994    | Entra en vigor el acuerdo sobre el Espacio Económico Europeo firmado entre la UE y la EFTA (menos Suiza). |
| 1 de enero de 1996    | Islandia se adhiere en el Acuerdo de Schengen. |
| 26 de enero de 2009   | El primer ministro islandés, Geir H. Haarde, anunció su dimisión y la de su Gobierno en bloque tras romperse la coalición formada entre conservadores y socialdemócratas por desacuerdos internos. |
| 1 de febrero de 2009  | La europeísta Jóhanna Sigurðardóttir se convirtió en la primera mujer que asume el cargo de primer ministro de Islandia. |
| 9 de mayo de 2009     | La primera ministra islandesa, la socialdemócrata Jóhanna Sigurdardóttir, se proclamó vencedora en las elecciones legislativas islandesas, llevando en su programa electoral la adhesión de Islandia a la UE. |
| 26 de mayo de 2009    | El gobierno islandés solicita al parlamento de Islandia (Althingi) el poder iniciar las conversaciones con la UE para su adhesión. |
| 16 de julio de 2009   | Con 33 votos a favor, frente a 28 votos en contra y 2 abstenciones, el parlamento islandés autoriza el inicio de las conversaciones con la UE. |
| 23 de julio de 2009   | El ministro islandés de Exteriores, Össur Skarphedinsson, transmitió la solicitud de adhesión de Islandia a la UE, a su homólogo sueco, Carl Bildt, como presidente de turno del Consejo de la UE. |
| 27 de julio de 2009   | Los ministros de exteriores de la UE solicitaron, por unanimidad, a la Comisión que preparara un dictamen sobre la candidatura del país nórdico. |
| 24 de febrero de 2010 | La Comisión Europea (CE) recomendó iniciar las negociaciones con Islandia para su adhesión a la Unión Europea. |
| 6 de marzo de 2010    | Referéndum sobre un plan de reembolso de los 3.800 millones de euros volatilizados de ahorradores del Reino Unido y de los Países Bajos en la crisis financiera de 2008. El resultado del referéndum fue que un 93,1% no aprobó la norma y sólo el 1,6% la apoyó. Con estos resultados se temía que se rechazara la candidatura de Islandia. |
| 17 de junio de 2010   | El Consejo Europeo, celebrado en Bruselas bajo presidencia española, acordó la apertura de las negociaciones con Islandia para su adhesión a la Unión Europea. |
| 26 de julio de 2010   | Los ministros de Asuntos Exteriores de la Unión Europea aprobaron el marco negociador para poder comenzar de forma oficial con los contactos de cara a la adhesión de Islandia al bloque comunitario. |
| 27 de julio de 2010   | Islandia empezó a negociar su entrada en la Unión Europea. |
| 14 de enero de 2013   | Islandia suspende negociaciones de ingreso en UE por proximidad de elecciones. |
| 28 de abril de 2013   | El centroderecha se proclamó vencedor en las elecciones legislativas islandesas. Una de las principales ideas de este partido es su negativa a la entrada a la UE. |
| 13 de junio de 2013   | El ministro de Exteriores de Islandia, Gunnar Bragi Sveinsson, comunica la decisión del nuevo Ejecutivo de no seguir adelante con las negociaciones de adhesión a la Unión Europea hasta la convocatoria de un referéndum sobre esta cuestión. |
| 11 de enero de 2017   | Tras las elecciones parlamentarias del 29 de octubre de 2016 se constituye el gobierno de coalición tripartito entre el IP (quien aporta el primer ministro, Bjarni Benediktsson), el RP y el BF. Estos dos últimos partidos hacen de unos de lo objetivos del gobierno el acercamiento a la UE y posterior adhesión para el final de la legislatura según el programa de gobierno (avance de un referéndum sobre las negociaciones de adhesión con la Unión Europea). |